# BRDY – Res publica
BRDY – Res publica, z.s. (v překladu Brdy-věc veřejná, IČO 27040011) je spolek, původně občanské sdružení zaregistrované 11. srpna 2006, se sídlem v Příbrami, který má za cíl ochranu brdské přírody. Patřil k iniciátorům zřízení CHKO Brdy. Předsedou představenstva spolku je  JUDr. Pavel Čámský. 

## Historie
Poté, co v 90. letech a začátkem prvního desetiletí 21. století odezněla první vlna snah o rušení vojenských újezdů a autorský kolektiv pod vedením RNDr. Václava Cílka v roce 2005 v knize Střední Brdy doporučil speciální formu ochrany brdské přírody, přišla v roce 2005 rokycanská okresní hospodářská komora s návrhem na odvojenštění a civilní využití Brd zejména pro turistické, rekreační a sportovní účely, bez důrazu na ochranu přírody. Protireakcí byl v roce 2006 vznik občanského sdružení Brdy-Res publica a jeho protinávrh, tzv. Projekt Brdy, který rovněž navrhoval zrušení vojenského újezdu Brdy, ale na jeho místě navrhoval zřídit národní park a v dalších částech Brdské vrchoviny chráněnou krajinnou oblast. OHK Rokycany od svého návrhu ustoupila ve prospěch konkurenčního projektu, ale ministerstvo obrany oba návrhy striktně odmítlo s tím, že VÚ Brdy je perspektivní a nezbytný pro výcvik AČR a složek integrovaného záchranného systému. Občanské sdružení ve svých návrzích pokračovalo, ale zmírnilo je na požadavek zřízení CHKO Brdy, což by nevylučovalo ani koexistenci s vojenským újezdem – i to však ministerstvo obrany odmítalo.
V letech 2006–2009 se stal politickým tématem plán na výstavbu radaru americké protiraketové obrany v Brdech. To přitáhlo k otázce Brd pozornost, jejímž důsledkem bylo i zpřístupnění některých okrajových částí újezdu od roku 2007 a zvýšená vstřícnost ministerstva obrany vůči veřejnosti. Záměr na zřízení CHKO získával politickou podporu zejména u obcí na Plzeňsku, zatímco na Příbramsku, kde převládaly jiné politické preference, byl převážně ignorován. V dubnu 2007 se sdružení Brdy-res publica postavilo proti záměrům na zřízení radaru svou snahou o zápis Brd na seznam světového dědictví UNESCO. Předseda sdružení uvedl, že sdružení samozřejmě také má obavy z toho, co to zařízení umí, nebo neumí, ale že se dále k případnému umístění radarové základny nechce vyjadřovat, protože mu chybí informace. Vyjádřil obavu z toho, že kdyby náhodou byl radar skutečně vybudován a čeští vojáci by kvůli tomu museli ukončit svou výcvikovou činnost na tomto území, příroda v Brdech by pak byla naprosto nechráněná. Zdůraznil, že by byl nerad, aby tato aktivita sdružení byla někým politicky zneužívána.
Zkušenosti z pyrotechnické asanace v bývalém VÚ Dobrá Voda byly již lepší než z újezdů po sovětské armádě, a také nástup světové finančně-hospodářské krize v roce 2009 vedl ministerstvo obrany k přehodnocení priorit. V roce 2010 zpracovalo Bílou knihu o obraně, v níž se objevil návrh na tzv. optimalizaci vojenských újezdů, spočívající především v redukci jejich rozlohy a úplném zrušení jednoho z nich. Byla sestavena Komise pro optimalizaci vojenských újezdů. Ministerstvo obrany oznámilo 6. dubna 2011 svůj záměr zrušit některý z vojenských újezdů, přičemž nejpravděpodobněji to měl být vojenský újezd Brdy. Současně s tím byl zmiňován i záměr zajistit vhodným stupněm ochrany uchování zdejšího přírodního bohatství a zdrojů pitné vody. Na jednání v červenci 2011 v Jincích, jehož se účastnil i ministr obrany a ministr životního prostředí, byla nastíněna představa, že by na místě zrušeného vojenského újezdu vzniknout CHKO. Tuto myšlenku v září 2011 ve Strašicích naprostou většinou přítomných podpořil reprezentativně obsazený seminář „O ochraně Brd povojenských“. V letech 2011 a 2012 byly v diskusích zvažovány dva modely – vyhlášení přírodního parku, nebo CHKO, přičemž postupně převážila myšlenka CHKO, kterou podporovalo i ministerstvo obrany, mj. i na základě pozitivních zkušeností ze zrušeného újezdu Dobrá Voda.
V době, když ministerstvo životního prostřední zvažovalo, zda Střední Brdy chránit jako chráněnou krajinnou oblast, nebo jako přírodní park se soustavou několika desítek zvláště chráněných maloplošných území, se  spolek Brdy-Res publica vyslovil pro variantu CHKO.
26. dubna 2014 výroční členská konference schválila zákonem předepsanou přeměnu občanského sdružení na spolek, schválila nové stanovy a zvolila představenstvo. Údajně došlo k zásadním personálním změnám jak v představenstvu, tak v členské základně, které měly zajistit zvýšení akceschopnosti a aktivity spolku.
V červnu 2014 se předseda jménem spolku zapojil do diskuse o protipovodňové prevenci na Klabavě. Plzeňský kraj a státní podnik Povodí Vltavy uvažují na základě studie z roku 2006 o vybudování suchého poldru či vodní nádrže nedaleko zámečku Tři Trubky a systému menších záchytných poldrů. Podle strašického starosty bylo povodňové riziko zvýšeno po roce 1949, kdy byla stávající odvodňovací zařízení v Brdech přesměrována přímo do potoků. Jeho tvrzení podpořil předseda spolku Pavel Čámský, který uvedl, že Brdy vysychají, protože zdejší voda byla kromě sutí a drolin vázána v četných rašeliništích a mokřadech, které neuváženými melioračními zásahy postupně zanikají, takže voda z Brd rychle odtéká, krajina ztrácí schopnost zadržovat vodu a mnohem častěji přicházejí lokální bleskové povodně. Další odborníci citovaní ve stejném článku MF Dnes vysvětlovali, že situaci by vyřešil návrat ke stavu před zřízením vojenského újezdu, i finančně reálnější, a že přehrady a velkokapacitní poldry nic neřeší a znamenaly by jen masivní a necitlivý zásah do vodního hospodářství, na němž by vydělaly jen stavební firmy.
Poté, co spolek dosáhl svého hlavního cíle, ochrany Brd formou velkoplošného chráněného území, se chce nadále obecně podílet na veřejné kontrole stavu životního prostředí v Brdské vrchovině a na Podbrdsku, a to jak spoluprací s orgány ochrany přírody, tak upozorňováním z pozice nezávislé „instituce“ na případy, kde je zájem ochrany přírody ohrožován zájmy jinými, třebas i údajně veřejnými. Za další svůj cíl si kladě pomoc podbrdským regionům v optimálním využití Brd pro turistiku a rekreaci při rozvoji jejich ekonomiky, zejména v oblasti budování a rozvoje turistické infrastruktury. Rovněž chce usilovat o to, aby zvláštní ochraně přírody byla podrobena co největší část Brdské vrchoviny, tedy nikoli jen samotné Brdy, ale i Hřebeny a případně i část Příbramské vrchoviny. Další aktivity plánuje v osvětové a poznávací činnosti, zaměřené jak na místní veřejnost na Podbrdsku, tak na turistickou a sportovní veřejnost.

## Organizační uspořádání
Podle stanov je představenstvo tříčlenné, složené z předsedy představenstva, který je zároveň předsedou spolku, místopředsedy představenstva a spolku a pokladníka. Nejvyšším orgánem spolku je členská konference, která smí zřídit kontrolní komisi, rozhodčí komisi nebo další trvalé nebo dočasné pomocné orgány. Členy představenstva volí členská konference, předsedu, místopředsedu i pokladníka volí ze svých členů představenstvo, přičemž tyto funkce nelze kumulovat s výjimkou přechodného období maximálně jednoho roku, kdy se některá z těchto funkcí uvolní. Předseda jedná za spolek navenek. Podle stanov z 26. dubna 2014 by předsedou JUDr. Pavel Čámský, místopředsedou Ing. arch. Vít Kučera a pokladníkem Rudolf Smetana. Na svém webu spolek v lednu 2016 prezentuje dvojčlenné představenstvo, tvořené předsedou představenstva spolku a pokladníkem spolku.